# Blender (magazin)
A Blender egy amerikai zenei magazin volt, amely "a legalapvetőbb kalauz zenéhez és máshoz" szlogennel hirdette magát. Ismert volt hírességekről készült szaftos képeiről. A magazin rendszeresen állított össze listákat albumokról, előadókról és dalokról, a "legjobbak" és a "legrosszabbak" oldaláról nézve is. Minden számban elemezték egy-egy kiválasztott előadó teljes diszkográfiáját, analizálva minden egyes lemezét.
A Jason Pearson, David Cherry és Regina Joseph által alapított Blender volt az első magazin, amelyet CD-ROM formátumban adtak ki, és a Dennis Publishing kiadóvállalat gondozásában jelent meg 1994-től kezdve. Angliában 15 száma jelent meg CD-ROM-on, és 1997-ben elindult a magazin honlapja. 1999-ben jelent meg a nyomtatott változat, amely tíz éven keresztül jelent meg, majd a tulajdonos Alpha Media Group 2009 március 26-án felfüggesztette a nyomtatott verzió kiadását, és kizárólag az online változat maradt meg. 2011 márciusa óta azonban a Blender weboldala sem frissül, ami azt feltételezi, hogy a szerkesztőség szünetelteti a munkát. Hivatalosan sem a Dennis Publishing, sem más illetékes forrás nem nyilatkozott a magazin további sorsáról.

## Fordítás
Ez a szócikk részben vagy egészben  a   Blender (magazine) című angol Wikipédia-szócikk fordításán alapul.  Az eredeti cikk szerkesztőit annak laptörténete sorolja fel. Ez a jelzés csupán a megfogalmazás eredetét és a szerzői jogokat jelzi, nem szolgál a cikkben szereplő információk forrásmegjelöléseként.